# Ducat de Luna

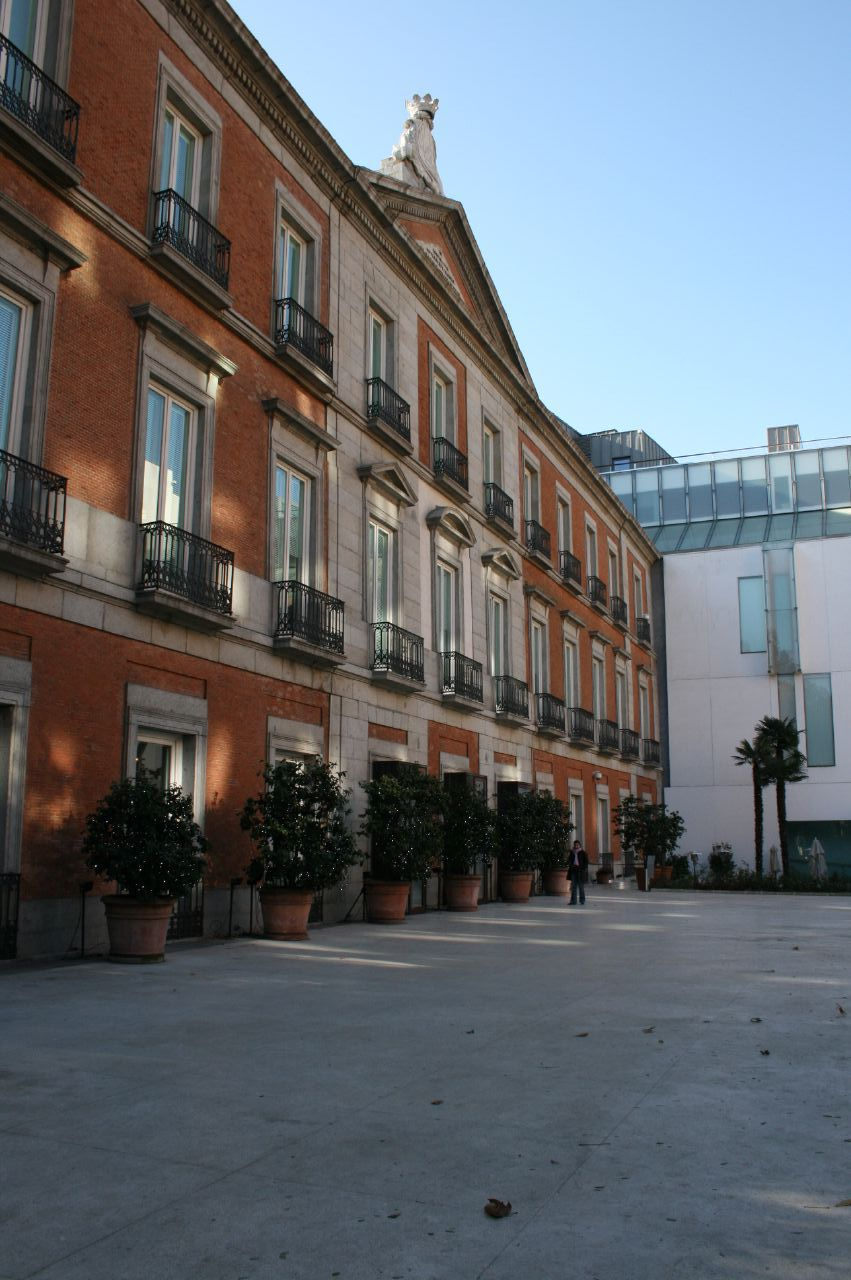
Palacio de Villahermosa, residència dels ducs de Villahermosa, Ducs de Lluna. Avui Museu Thyssen-Bornemisza.

Escut de Lluna, (Saragossa).

El Ducat de Lluna, és un títol nobiliari espanyol creat el 1495, pel rei d'Aragó, Fernando II, a favor del seu nebot, Juan José d'Aragó i Sotomayor, IV comte de Ribargorça, Virrey de Nàpols i de Catalunya.
Juan José d'Aragó i Sotomayor era fill d'Alonso d'Aragó, (fill natural del rei d'Aragó Juan II), i I duc de Villahermosa, I comte de Ribargorça, I comte de Corts, i de Leonor de Sotomayor i Portugal (àlies Leonor de Soto). Per tant, Juan José d'Aragó i Sotomayor era net de Juan II i nebot de Fernando el Catòlic.
La seva denominació fa referència a la localitat de Lluna, (Saragossa), a la comarca de les Cinc Viles.

## Antecedents
El primer duc de Lluna, Juan José d'Aragó, va anar l'únic titular d'aquest ducat fins que va ser rehabilitat el 1895.
No obstant l'anterior, els descendents del primer duc de Lluna, sempre van conservar el senyoriu sobre la localitat de Lluna, i encara que van seguir sent comtes de Lluna, no van utilitzar el rang de ducat, encara que va haver-hi algunes excepcions, com Martín d'Aragó i Gurrea, IV duc de Villahermosa, VI comte de Ribargorça, que es va intitular, en alguns moments, duc de Lluna.
El mateix va succeir amb el V duc de Villahermosa, Fernando d'Aragó i Gurrea, VIII comte de Ribargorça i amb el seu descendent el XI duc de Villahermosa, Juan Pablo de Azlor i Sabata de Calataiud, que es feia nomenar VIII comte-duc de Lluna.
És, legalment, el XVII duc de Villahermosa, José Antonio Azlor d'Aragó i Furtat de Zaldívar el continuador del títol com II duc de Lluna, en rehabilitar-ho per a ell, en 1895, el rei Alfonso XIII.

## Ducs de Lluna
| Titular                         | Període                                         |                                 |
| Creació per Fernando el Catòlic | Creació per Fernando el Catòlic                 | Creació per Fernando el Catòlic |
| ------------------------------- | ----------------------------------------------- | ------------------------------- |
| I                               | Juan José d'Aragó i Sotomayor                   | 1495-1528                       |
| Rehabilitació d'Alfonso XIII    |                                                 |                                 |
| II                              | José Antonio Azlor d'Aragó i Furtat de Zaldívar | 1895-1935                       |
| III                             | María del Pilar Azlor d'Aragó i Guillamas       | 1935-1970                       |
| IV                              | Javier de Urzáiz i Azlor d'Aragó                | 1970-2013                       |
| V                               | Javier Azlor d'Aragó i Ramírez d'Haro           | 2015-Avui                       |

## Història dels Ducs de Lluna
- Juan José d'Aragó i Sotomayor (1457-1528), I duc de Lluna, IV comte de Ribargorça,.

1. Va casar amb María López de Gurrea, filla de Mosén Juan López de Gurrea, senyor de Torrellas, de Grañén, de Cuarte etc. i de la seva cosina Aldonza de Gurrea, senyora de Lluna.

Rehabilitació en 1885:
- José Antonio Azlor d'Aragó i Furtat de Zardívar (1873-1960), II duc de Lluna, (per haver-ho rehabilitat en la seva persona en 1895, el rei d'Espanya Alfonso XIII), XVII duc de Villahermosa, VII duc de Granada de Ega, XII marquès de Corts, X marquès de Cábrega (rehabilitat al seu favor en 1914), XII marquès de Valdetorres, marquès de Narros, XIV comte de Lluna, X comte de Javier, X comte de Guara, XIV comte del Real, XIX vescomte de Zolina, XVII vescomte de Muruzábal d'Andión...

1. Va casar amb María Isabel Guillamas i Car, XI marquesa de Sant Feliços, VIII comtessa de Mollina, XI comtessa de Villalcázar de Sirga. Li va succeir la seva filla:

- María del Pilar Azlor d'Aragó i Guillamas (1908-1996), III duquessa de Lluna, XVIII duquessa de Villahermosa, XI duquessa de Palata (per rehabilitació en 1986), XVII marquesa de Corts, XI marquesa de Cábrega, XII marquesa de Valdetorres, XV comtessa de Lluna, XI comtessa de Javier, XI comtessa de Guara, XV comtessa del Real, XIX vescomtessa de Murúzabal d'Andión, XXI vescomtessa de Zolina.

1. Va casar amb Mariano de Urzáiz i Silva Salazar i Carvajal, XII comte del Port. Li va succeir, per cessió, el seu fill:

- Javier de Urzáiz i Azlor d'Aragó (1940-2013), IV duc de Lluna.

1. Va casar amb Beatriz Ramírez d'Haro i Valdés, XVI comtessa de Murillo, filla d'Ignacio Ramírez d'Haro i Pérez de Guzmán, XI marquès de Villanueva del Duero, XV comte de Bornos, XIX marquès de Cazaza, comte de Montenuevo.
2. Va casar amb Isabel de Olazábal i Churruca. Li va succeir el seu fill:

- Javier Azlor d'Aragó i Ramírez d'Haro (2015-), V duc de Lluna, XIII comte de Javier.